# 分析哲學
分析哲学（英語：英語：），為以概念分析為主要方法的哲學派別，相對於歐陸傳統。二十世紀初興起，盛行於英美哲學界，提出對傳統哲學的挑戰與抗衡。分析哲學，重視於釐清語言與邏輯的語言，與分析現有知識。自二十世紀初至今，分析哲學是英語國家的大學哲學系主流，包括英國、美國、澳洲等。
分析哲学通常重视语言的作用，在哲学史中被称为語言學轉向。论证常使用形式逻辑与数学、甚至自然科学的方法。分析哲学傳統通常将将问题拆分成小部分，“通过以解答小问题来得出对更宏大问题的答案”。

## 歷史

### 邏輯原子論
奧地利哲學家維特根斯坦于1921年發表《邏輯哲學論》，提出所有语言能够表达的概念都可以被语言表达清楚。书中认为全部有認知意義的語句都有邏輯形式及真假值，而複雜語句可以分拆成更简单的原子句子。

### 邏輯實證論
逻辑实证論，是以验证原则为核心的哲学运动，一如早期維特根斯坦，主张只有通过观察或逻辑可以验证的陈述才具有有意义的真理或事实内容。20世纪20年代末，维也纳學派與柏林學派為核心，使哲学更接近经验科学。1960年代末衰落，在科學哲學方面，引发了科学實在論与工具主义間的辩论。邏輯實證論影響了英语世界的分析哲学傳統，及科学哲学與社会科学。

### 日常語言學派
二戰結束後，維特根斯坦拋棄邏輯原子論，其《哲學研究》的立場傾向於日常語言哲學，認為語言本身的意思並不重要，人亦不應該探究語言要如何使用才是正確的。他认为語言应该是觀察，人怎樣用語言，語言就有什麼意思，「意義即用法」。其导师伯特蘭·羅素仍然堅持邏輯原子論，並認為日常語言论是荒謬的。

### 元倫理學
G. E. 摩爾在1903年發表《倫理學原理》，以語義探究倫理學，開創元倫理學。摩尔探究倫理學的概念「好」（good），认为「好」的概念无法与任何经验事实（例如令人愉悦）等价，因此认为「好」无法定义，並借此指出了伦理自然主義的謬誤。
A. J. 艾耶1946年的著作《語言、真理與邏輯》提出情緒主義，用邏輯實證主義的檢驗原則否定倫理學。该书認為道德價值「好」，不可以用經驗檢證。他指出道德句子表達的是情緒，而非认知意义，因此非真非假，没有真值。不過，21世紀有哲學家質疑邏輯實證主義的基礎。林火旺认为，艾耶情緒主義的論證基礎有問題。艾耶情緒主義的論證基礎是「檢證原則」，但「檢證原則」不可以檢證出「檢證原則」本身。因為「檢證原則」主張如果有意義的命題不是分析命題，就是可以檢證的綜合命題。當「檢證原則」嘗試檢證「檢證原則」本身，就會得出「檢證原則」本身是沒有認知意義。

### 認識論
美國哲學教授爱德蒙德·葛梯尔1963年提出葛梯尔问题，研究「知」的定義，什麼情況人才算「知」。他提出了如果一个人的结论的前提皆为假，但恰巧結論为真，那人算不算知道結論的问题。

## 代表性人物
- 弗雷格
- 羅素
- 喬治·愛德華·摩爾
- 维特根斯坦
- 卡尔纳普
- 威拉德·馮·奧曼·蒯因
- 戴维森
- 克里普克
- 罗尔斯
- 迈克尔·达米特
- 斯特劳森
- 大卫·刘易斯